# Свети Петар (острво)
Свети Петар је острво у Иловичким вратима у Јадранском мору, и затвара их с источне стране.
Северно од Светог Петра се налазе острва Козјак и Лошињ, а јужно се налази острво Иловик и само несеље Иловик. Пловећи даље према северу би се дошло до острва Орјула, Велих и Малих.
Највиши врх: 62 m
Најисточнија точка: рт Јужна Главина
На острву се налазе остаци бенедиктинског самостана, који је припадао некадашњој опатији на острво Суску. На том месту се данас налази гробље гдје Иловичани сахрањују своје мртве.
У историји је Свети Петар служио и као карантин на путу према Венецији, из тог доба су видљиви и бродски везови, те остаци управне зграде која је данас у приватном власништву.
Острво данас није настањено (осим у излетничке сврхе), а земљиште већином припада становницима Иловика, који су га раније обрађивали, а данас га користе највише за испашу оваца.